# 4,4'-diapofitoen desaturaza
4,4'-diapofitoen desaturaza (EC 1.3.8.2, dehidroskvalenska desaturaza, CrtN, 4,4'-diapofitoen:FAD oksidoreduktaza) je enzim sa sistematskim imenom 15-cis-4,4'-diapofitoen:FAD oksidoreduktaza. Ovaj enzim katalizuje sledeću hemijsku reakciju
15--4,4'-diapofitoen + 4 FAD {\displaystyle \rightleftharpoons } sve--trans-4,4'-diapolikopen + 4 FAD2 (sveukupna reakcija)
(1a) 15-cis-4,4'-diapofitoen + FAD {\displaystyle \rightleftharpoons } sve--4,4'-diapofitofluen + FAD2
(1b) sve-trans-4,4'-diapofitofluen + FAD {\displaystyle \rightleftharpoons } sve--4,4'-diapo-zeta-karoten + FAD2
(1c) sve-trans-4,4'-diapo-zeta-karoten + FAD {\displaystyle \rightleftharpoons } sve--4,4'-diaponeurosporen + FAD2
(1d) sve-trans-4,4'-diaponeurosporen + FAD {\displaystyle \rightleftharpoons } sve--4,4'-diapolikopen + FAD2
Ovaj enzim je tipičan za Staphylococcus aureus i neke druge bakterije kao što je Heliobacillus sp. On je odgovoran za četiri sukcesivne dehidrogenacije.

## Literatura
- Nicholas C. Price; Lewis Stevens (1999). Fundamentals of Enzymology: The Cell and Molecular Biology of Catalytic Proteins (Third изд.). USA: Oxford University Press. ISBN 019850229X.
- Eric J. Toone (2006). Advances in Enzymology and Related Areas of Molecular Biology, Protein Evolution (Volume 75 изд.). Wiley-Interscience. ISBN 0471205036.
- Branden C; Tooze J. Introduction to Protein Structure. New York, NY: Garland Publishing. ISBN 0-8153-2305-0.
- Irwin H. Segel. Enzyme Kinetics: Behavior and Analysis of Rapid Equilibrium and Steady-State Enzyme Systems (Book 44 изд.). Wiley Classics Library. ISBN 0471303097.

## Spoljašnje veze
- 4,4'-diapophytoene+desaturase на 